# Carl Heinrich Becker

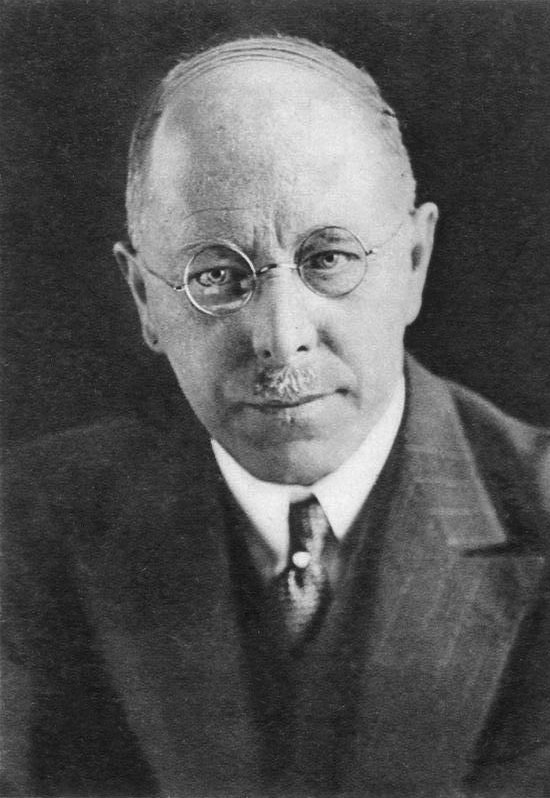
Carl Heinrich Becker (1925)

Carl Heinrich Becker (* 12. April 1876 in Amsterdam; † 10. Februar 1933 in Berlin) war ein deutscher Orientalist und Politiker. 1921 und von 1925 bis 1930 war er preußischer Kultusminister (parteilos). Er gilt als Mitbegründer der modernen, gegenwartsbezogenen Orientalistik und zugleich als bedeutender Hochschulreformer der Weimarer Republik.

## Herkunft und Familie
Becker entstammte einer alten Kaufmanns- und Akademikerfamilie in Hessen. Sein Großvater war der Sprachforscher Karl Ferdinand Becker. Seine Eltern waren der Bankier und Konsul Carl Becker (1821–1897) und dessen Ehefrau Julie Schöffer (1839–1917), eine Tochter des Kaufmanns Conrad Heinrich Schöffer (1815–1878) und Susanna Dorothea Hoffmann (1818–1893). Durch sein ererbtes Vermögen war Becker finanziell unabhängig.
Am 14. März 1905 heiratete er die vermögende Hedwig Schmid aus Augsburg. Aus der Ehe gingen drei Kinder hervor: Walter (1906–1945), der Jurist mit einer Promotion in den USA wurde und im Zweiten Weltkrieg fiel, Hertha (* 1907), die bis 1926 im Internat Salem zur Schule ging, und der Jurist und Bildungsforscher Hellmut Becker (1913–1993). Zu seinen Enkel gehören Nicolas Becker, Stephan Becker, David Becker und Sophinette Becker.

## Leben

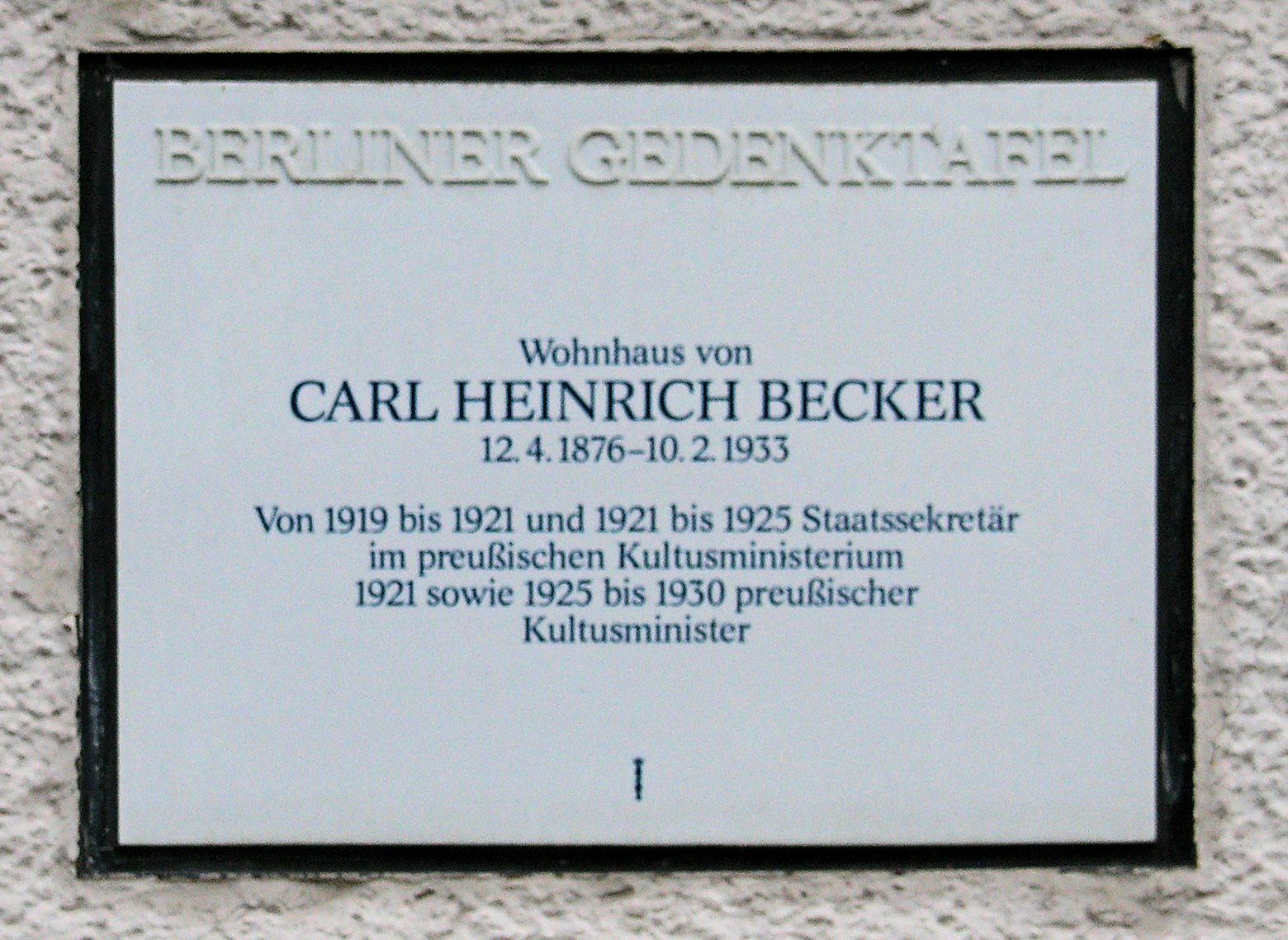
Berliner Gedenktafel am Haus Arno-Holz-Straße 6, in Berlin-Steglitz

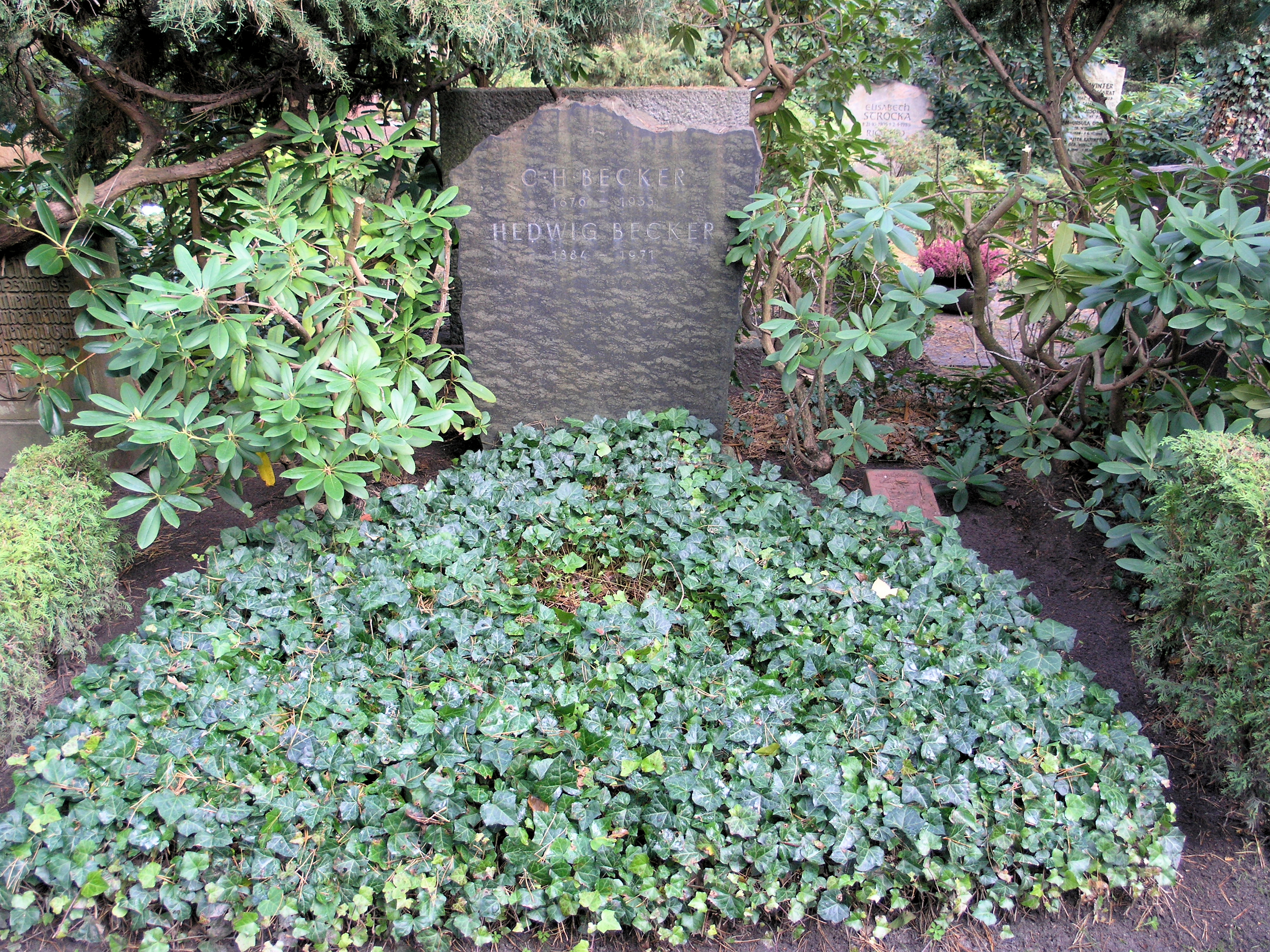
Sein Grab auf dem Waldfriedhof Dahlem

Becker besuchte von 1886 bis 1895 das Frankfurter Goethegymnasium. Er studierte ab 1895 Arabistik und Religionswissenschaft an den Universitäten Lausanne und Heidelberg, wo er Mitglied der Verbindung Rupertia wurde. Er wurde 1899 bei Carl Bezold in Heidelberg zum Dr. phil. promoviert, Thema seiner Dissertation war das Manaqib (rühmende Biographie) des Kalifen ʿUmar ibn ʿAbd al-ʿAzīz’ von Ibn al-Dschauzī (12. Jahrhundert). Anschließend setzte er seine Studien 1899/1900 bei Eduard Sachau an der Friedrich-Wilhelms-Universität Berlin fort.
Nach Forschungsreisen in den Nahen Osten habilitierte er sich 1902 an der Universität Heidelberg mit einer Anzahl von Aufsätzen zur mittelalterlichen Geschichte Ägyptens. Sie wurden in den Jahren 1902 und 1903 unter dem Titel Beiträge zur Geschichte Ägyptens unter dem Islam veröffentlicht. Für die islamwissenschaftliche Forschung war insbesondere der im zweiten Band enthaltene Aufsatz über die „Steuerverhältnisse im ersten islamischen Jahrhundert“ von Bedeutung. Darin griff Becker die Theorie Julius Wellhausens über die allmähliche Ausdifferenzierung des islamischen Steuersystems auf und bemühte sich um den Nachweis, dass die Araber in den ersten Jahrzehnten ihrer Herrschaft über Ägypten keinen Unterschied zwischen Grundsteuer und Kopfsteuer machten, sondern die Steuer nach Art eines Tributs von der einheimischen Bevölkerung einziehen ließen, ohne sich um deren Grundlage zu kümmern. 1906 wurde er in Heidelberg zum außerordentlichen Professor ernannt.
1908 wurde Becker auf den neugeschaffenen Lehrstuhl für Geschichte und Kultur des Vorderen Orients am Hamburger Kolonialinstitut (einer Vorgängerinstitution der Universität Hamburg) berufen. Dort profilierte er sich in den folgenden Jahren – unter anderem durch die Gründung der Zeitschrift Der Islam – als Wegbereiter einer modernen Orientkunde, die sprach- und religionswissenschaftliche, historische und soziologische Aspekte miteinander verband. Zugleich beteiligte er sich an den Universitätsgründungsplänen des Hamburger Kultursenators Werner von Melle.
Beckers Ruf als Orientalist und engagierter Hochschulreformer trug maßgeblich dazu bei, dass er auf Betreiben des Ministerialdirektors im preußischen Kultusministerium, Friedrich Schmidt-Ott, 1913 an die Universität Bonn und 1916 an die Berliner Universität berufen wurde. Im selben Jahr wurde er Referent im preußischen Kultusministerium, für das er zunächst eine Denkschrift über den künftigen Ausbau der Auslandsstudien an den preußischen Universitäten verfasste. Darin setzte er sich – mitten im Ersten Weltkrieg – für eine bessere Kenntnis der Kultur anderer Länder zur Vermeidung künftiger Konflikte ein. In Bonn und Berlin arbeitete er eng mit seinem Assistenten und persönlichen Freund Hellmut Ritter zusammen, bis dieser 1919 nach Hamburg berufen wurde.
Nach der Novemberrevolution wurde Becker vom neuen Kultusminister Konrad Haenisch (SPD) im April 1919 zum Unterstaatssekretär ernannt und prägte in der Folgezeit die preußische Hochschulpolitik entscheidend mit. 1921 bereits für einige Monate Minister im Kabinett Adam Stegerwalds, blieb Becker auch danach als Staatssekretär unter dem Minister Otto Boelitz (DVP) tätig, bevor er schließlich 1925 unter Ministerpräsident Otto Braun (SPD) erneut zum Kultusminister ernannt wurde und dieses Amt dann ohne Unterbrechung bis 1930 bekleidete. Als parteiloser Minister geriet Becker dabei zunehmend ins Schussfeld der verschiedenen Landtagsfraktionen und trat schließlich enttäuscht zurück. Sein Nachfolger Adolf Grimme setzte Beckers Reformpolitik aber im Wesentlichen bis zum Machtantritt der Nationalsozialisten fort.
In Berlin sammelte Becker – auch privat – um sich einen Kreis junger Männer und Mitarbeiter, die im Ministerium dann schnell aufstiegen. Dazu gehörten die Ministerialräte Walter Landé, Erich Leist, die Referenten Adolf Morsbach, Otto Benecke, der Diplomat Ernst Eisenlohr, der Künstler Harro Siegel, der Schriftsteller und enge Vertraute Stefan Georges Wolfgang Frommel sowie die Referenten Kurt Zierold und Adolf Reichwein, die sich auch in der NS-Zeit gegenseitig förderten. Mehrere erlangten in der späteren Bundesrepublik hohe Positionen in der deutschen Verwaltung oder im Kulturleben. Der SPD-Abgeordnete Hugo Heimann nannte diese spöttisch „Beckerjungen“. Der Historiker Bernd-Ulrich Hergemöller vermutet darin einen Grund für sein Dienstende. Ein weiterer intellektueller Zirkel bestand aus dem Theologen Romano Guardini, dem Musikpädagogen und von Becker eingesetzten Leiter des Musikheims Georg Götsch sowie dem Philologen Róbert Gragger.
Becker selbst nahm nach dem Rücktritt vom Ministeramt seine Lehrtätigkeit an der Berliner Universität wieder auf. 1931 wurde er zum dritten Vizepräsidenten der Kaiser-Wilhelm-Gesellschaft ernannt. 1931 leitete er auch eine internationale Kommission zur Begutachtung des Bildungssystems in China. Der Abschlussbericht enthielt konkrete Maßnahmen zur Verbesserung, von denen die damalige Kuomintang-Regierung einige umsetzte. Becker war zwischen 1930 und 1933 Mitglied des Senats der Kaiser-Wilhelm-Gesellschaft. Großen Anteil hatte Becker ferner an der Gründung der Deutschen Hochschule für Politik 1920 und der Deutschen Dichterakademie 1926. Seit 1927 war er zudem Präsident der neu gegründeten Abraham-Lincoln-Stiftung, die sich für eine Stärkung der demokratischen Kräfte an den deutschen Hochschulen einsetzte. 1932 wirkte er als Vizepräsident des Internationalen Pädagogen-Kongresses in Nizza (Weltbund für Erneuerung der Erziehung).
Im Dezember 1924 wurde Becker als korrespondierendes Mitglied in die Russische Akademie der Wissenschaften aufgenommen.
Carl Heinrich Becker starb 1933 im Alter von 56 Jahren in Berlin und wurde auf dem Waldfriedhof Dahlem beigesetzt. Das Grab war von 1990 bis 2013 als Berliner Ehrengrab gewidmet.
Sein Sohn war der spätere Bildungsforscher und Mitbegründer des Max-Planck-Instituts für Bildungsforschung in Berlin, Hellmut Becker.

## Hochschulreform
Zu Beginn der Weimarer Republik publizierte Becker Gedanken zur Hochschulreform, die zum Ausgangspunkt einer breiten Reformdiskussion an den wissenschaftlichen Hochschulen wurden. Seine Überlegungen lassen sich als ein „gemäßigt egalitäres Programm charakterisieren, das darauf abzielte, universitäre Hierarchien teilweise abzubauen, Einkommensunterschiede innerhalb des Lehrkörpers zu reduzieren und Nichtordinarien ebenso wie Studenten besser in die Universität zu integrieren.“ Beckers Reformvorschläge umfassten sieben Punkte: 1. Schaffung einer einheitlichen Klasse von planmäßigen Professoren. 2.Verbesserung der Lage der Privatdozenten. 3. Öffnung der universitären Selbstverwaltung für Nichtordinarien. 4. Integration der Studierenden in die Universitätsstrukturen. 5. Einführung einer Altersgrenze für Hochschullehrer. 6. Reform der Kolleggeldpraxis. 7. Objektivierung des Habilitationsverfahrens.
Diese Vorschläge konnten „nur rudimentär realisiert werden“. So schuf Becker unter anderem zusammen mit Otto Benecke, dem ersten Vorsitzenden der 1919 gegründeten Deutschen Studentenschaft, die rechtlichen Grundlagen der heutigen studentischen Selbstverwaltung (Verordnung über die Bildung von Studentenschaften vom 18. September 1920). Die staatliche Anerkennung der Deutschen Studentenschaft durch den preußischen Staat musste jedoch 1927 wieder zurückgezogen werden, nachdem sich innerhalb der Deutschen Studentenschaft rechtsradikale Gegner der Weimarer Republik durchgesetzt hatten.
Neben der organisatorischen bemühte sich Becker auch um eine pädagogische Reform der Universitäten, die sich seiner Ansicht nach nicht nur als „Forscher-“ und „Berufsschulen“, sondern auch als „Staatsbürgerschulen“ begreifen sollten. Insbesondere suchte er die schon damals beklagte disziplinäre Spezialisierung durch eine Stärkung der „Synthesewissenschaften“ Soziologie, Zeitgeschichte, Politikwissenschaft einschließlich der von ihm geförderten Auslandsstudien zu kompensieren und zeigte sich auch Ideen zu einem „humanistischen“ Grundstudium für alle Studierenden gegenüber aufgeschlossen. Dem gleichen Ziel eines einheitlichen Bildungssystems entsprang auch die unter seiner Leitung realisierte Akademisierung der Volksschullehrerausbildung durch die ab 1925 gegründeten Pädagogischen Akademien.

## Ehrungen
1992 wurde der damalige Dietrich-Schäfer-Weg in Berlin-Steglitz nach langjähriger Diskussion in der Bezirksverordnetenversammlung Steglitz in Carl-Heinrich-Becker-Weg umbenannt.

## Schriften
- Beiträge zur Geschichte Ägyptens unter dem Islam. Trübner, Straßburg 1902/03 (Digitalisat).
- Christliche Polemik und islamische Dogmenbildung. In: Zeitschrift für Assyriologie und Vorderasiatische Archäologie 26 (1912), S. 175–195 (online).
- Gedanken zur Hochschulreform. Quelle & Meyer, Leipzig 1919.
- Kulturpolitische Aufgaben des Reiches. Quelle & Meyer, Leipzig 1919.
- Islamstudien. Vom Werden und Wesen der islamischen Welt. 2 Bde. Quelle und Meyer, Leipzig 1924/1932.
- Vom Wesen der deutschen Universität. Quelle und Meyer, Leipzig 1925.
- Die Pädagogische Akademie im Aufbau unseres nationalen Bildungswesens. Quelle & Meyer, Leipzig 1926.
- Der Islam. In: Ägypten und der Sudan. Handbuch für Reisende, Karl Baedeker, Leipzig 1928, S. LXXXIII-CI.
- Das Problem der Bildung in der Kulturkrise der Gegenwart. Quelle & Meyer, Leipzig 1930.
- mit Marian Falski, Paul Langevin und Richard Henry Tawney: The Reorganisation of Education in China. Report by the League of Nations Mission of Educational Experts. International Institute of Intellectual Co-operation, Paris 1932.
- Internationale Wissenschaft und nationale Bildung. Ausgewählte Schriften (= Studien und Dokumentationen zur deutschen Bildungsgeschichte. Bd. 64). Hrsg. von Guido Müller. Böhlau, Köln 1997, ISBN 3-412-18296-6.